# Felipe Fraga

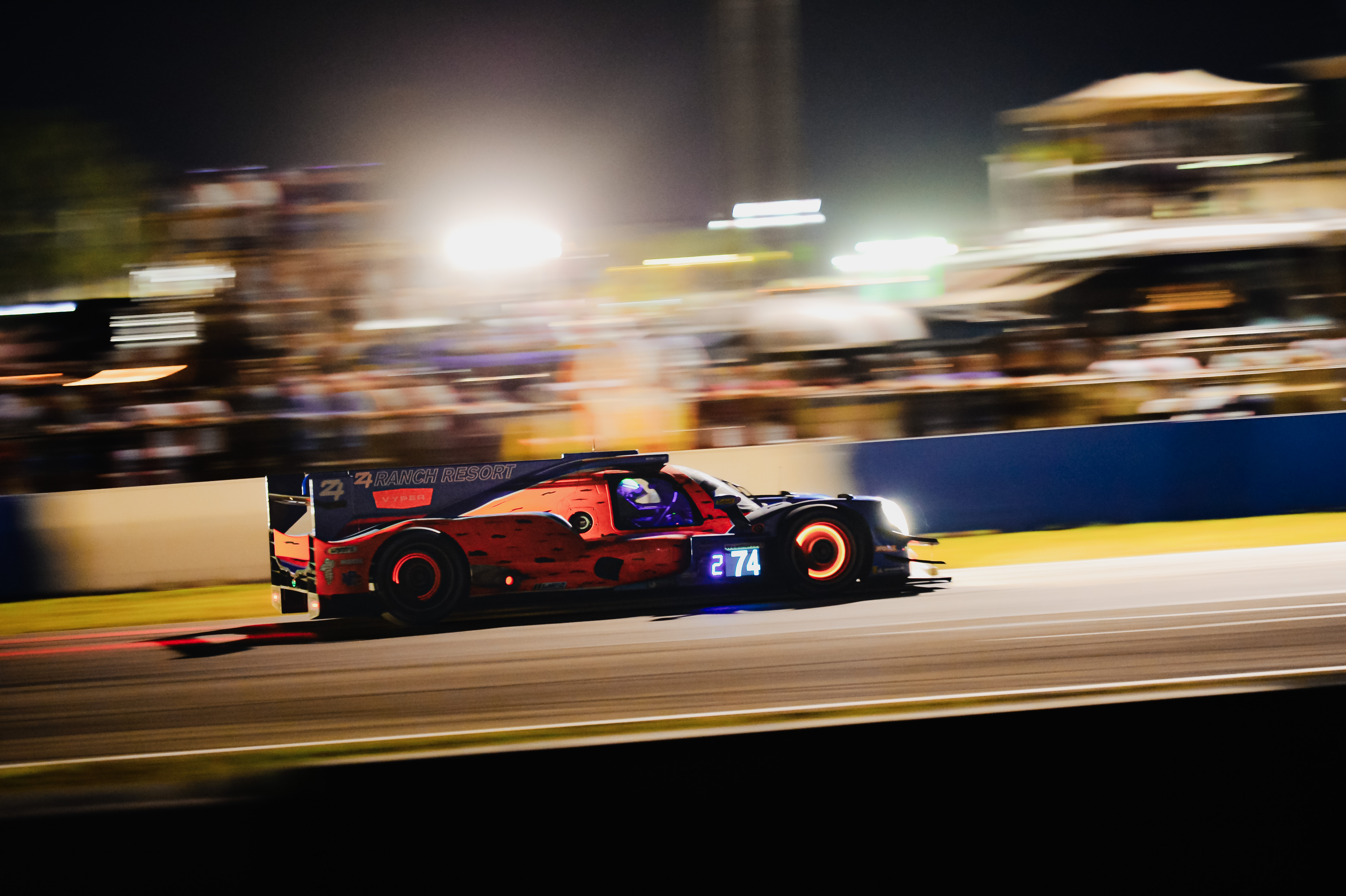
Der von Felipe Fraga 2024 gefahrene Oreca 07 in der nacht von Sebring

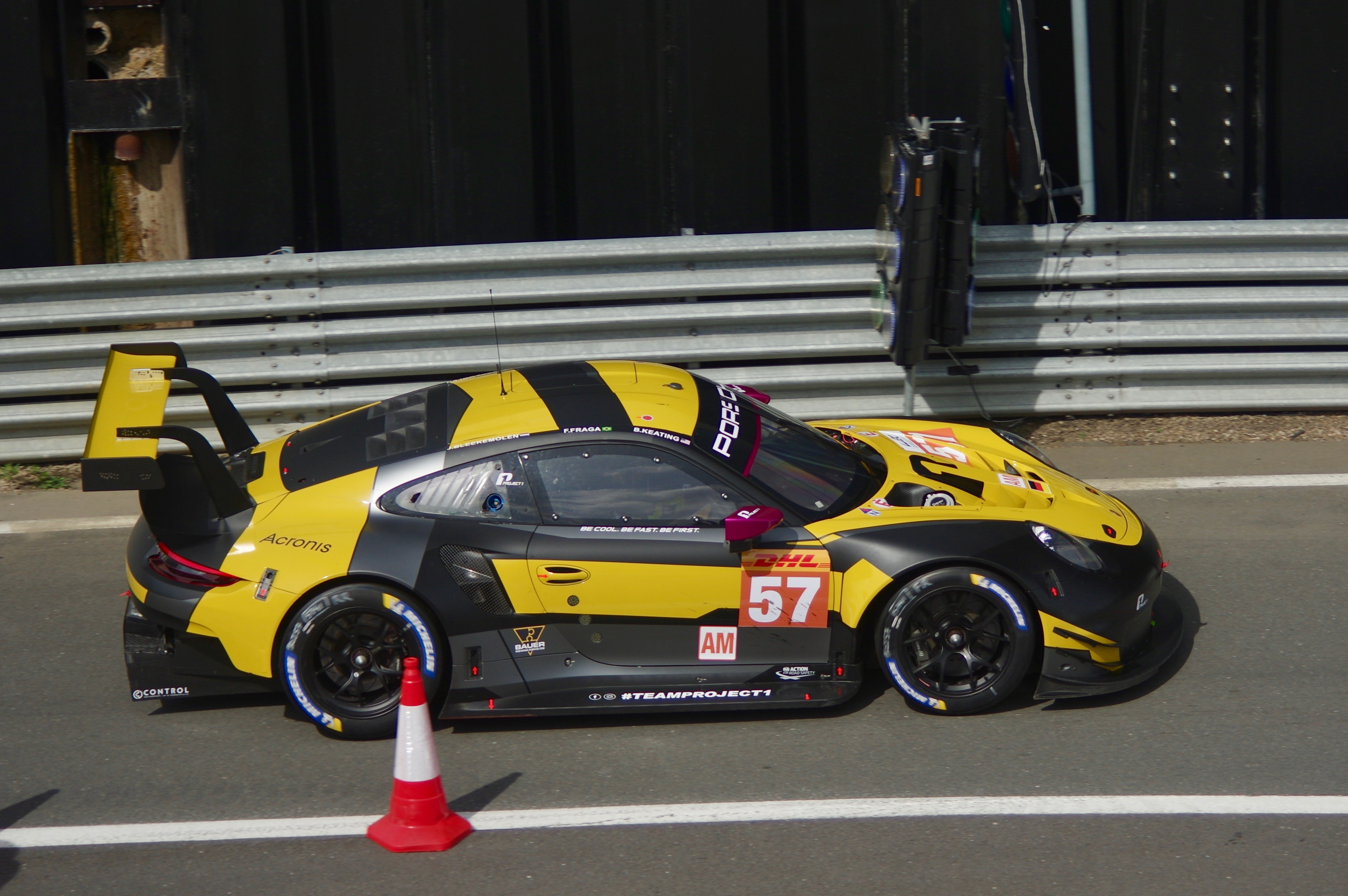
Der Porsche 911 RSR von Ben Keating, Jeroen Bleekemolen und Felipe Fraga beim 4-Stunden-Rennen von Silverstone 2019

Felipe Fraga (* 3. Juli 1995 in Jacundá) ist ein brasilianischer Autorennfahrer.

## Karriere als Rennfahrer
Felipe Fraga begann bereits im Alter von elf Jahren mit dem Kartsport. Er gewann mehrere südamerikanische Meisterschaften, ehe er 2012 in den Monoposto- und GT-Sport wechselte. Er startete im Formel Renault Eurocup und gewann 2013 die Gesamtwertung der brasilianischen Tourenwagen-Meisterschaft.
In den folgen Jahren pendelte Felipe Fraga permanent zwischen Europa und Brasilien hin und her. Während er in Europa in verschiedenen GT- und Sportwagenserien an den Start ging, wurde er in seinem Heimatland zu einem erfolgreichen Stock-Car-Piloten. Nach einem neunten Endrang 2015, beendete er die Stock-Car-Brasil-Saison 2016 als Gesamtsieger. Er gewann den Silber-Cup der Blancpain GT Series Endurance Cup 2019 und gab sein Debüt beim 24-Stunden-Rennen von Le Mans, dem 12-Stunden-Rennen von Sebring sowie der FIA-Langstrecken-Weltmeisterschaft.

## Statistik

### Le-Mans-Ergebnisse
| Jahr | Team                | Fahrzeug                 | Teamkollege        | Teamkollege         | Platzierung     | Ausfallgrund |
| ---- | ------------------- | ------------------------ | ------------------ | ------------------- | --------------- | ------------ |
| 2019 | Keating Motorsports | Ford GT                  | Jeroen Bleekemolen | Ben Keating         | Disqualifiziert |              |
| 2020 | Team Project 1      | Porsche 911 RSR          | Jeroen Bleekemolen | Ben Keating         | Rang 40         |              |
| 2021 | TF Sport            | Aston Martin Vantage AMR | Dylan Pereira      | Ben Keating         | Rang 26         |              |
| 2022 | Riley Motorsports   | Ferrari 488 GTE Evo      | Sam Bird           | Shane van Gisbergen | Rang 32         |              |

### Sebring-Ergebnisse
| Jahr | Team                                | Fahrzeug         | Teamkollege   | Teamkollege        | Platzierung            | Ausfallgrund |
| ---- | ----------------------------------- | ---------------- | ------------- | ------------------ | ---------------------- | ------------ |
| 2019 | Mercedes-AMG Team Riley Motorsports | Mercedes-AMG GT3 | Ben Keating   | Jeroen Bleekemolen | Rang 23                |              |
| 2022 | Riley Motorsports                   | Ligier JS P320   | Kay van Berlo | Gar Robinson       | Ausfall                | Kühler       |
| 2023 | Riley Motorsports                   | Ligier JS P320   | Josh Burdon   | Gar Robinson       | Rang 9 und Klassensieg |              |
| 2024 | Riley Motorsports                   | Oreca 07         | Josh Burdon   | Gar Robinson       | Rang 14                |              |
| 2025 | Riley Motorsports                   | Oreca 07         | Josh Burdon   | Gar Robinson       | Rang 14                |              |

### Einzelergebnisse in der FIA-Langstrecken-Weltmeisterschaft
| Saison  | Team                | Rennwagen                | 1   | 2   | 3   | 4   | 5   | 6   | 7   | 8   |
| ------- | ------------------- | ------------------------ | --- | --- | --- | --- | --- | --- | --- | --- |
| 2018/19 | Keating Motorsports | Ford GT                  | SPA | LEM | SIL | FUJ | SHA | SEB | SPA | LEM |
| 2018/19 | Keating Motorsports | Ford GT                  |     |     |     |     | DNF |     |     |     |
| 2019/20 | Team Project 1      | Porsche 911 RSR          | SIL | FUJ | SHA | BAH | AUS | SPA | LEM | BAH |
| 2019/20 | Team Project 1      | Porsche 911 RSR          | 27  | 21  | 20  |     |     | 20  | 40  | 18  |
| 2021    | TF Sport            | Aston Martin Vantage AMR | SPA | POR | MON | LEM | BAH | BAH |     |     |
| 2021    | TF Sport            | Aston Martin Vantage AMR | 21  | 25  | 32  | 26  | 17  | DNF |     |     |
| 2022    | Riley Motorsport    | Ferrari 488 GTE          | SEB | SPA | LEM | MON | FUJ | BAH |     |     |
| 2022    | Riley Motorsport    | Ferrari 488 GTE          | 32  |     |     |     |     |     |     |     |